# Kimmo Tiilikainen
Kimmo Kalevi Tiilikainen (né le 17 août 1966 à Ruokolahti, en Carélie du Sud) est un agriculteur, un forestier et un homme politique finlandais, membre du Parti du centre. 
Il est député de la circonscription de Kymi de 2003 à 2019, ministre de l'Agriculture et de l'Environnement entre 2015 et 2017 et ministre du Logement, de l'Énergie et de l'Environnement de 2017 à 2019.

## Biographie
Diplômé de l'université de Joensuu en 1991, avec un Master en sciences agricoles et forestières, il devient agriculteur biologique.
Il est d'abord lié à la ligue verte avant de rejoindre le parti du Centre. Élu local de Ruokolahti, il devient député à l'occasion des législatives de 2003. Lors de la constitution du gouvernement Vanhanen II, il est choisi pour remplacer Paula Lehtomäki au poste de ministre de l'environnement pendant son congé maternité. Il entre en fonction le 28 septembre 2007 et reste en poste jusqu'au 11 avril 2008. Il est de nouveau ministre de l'Environnement dans le gouvernement Sipilä de mai 2015 à juin 2019. Il cumule cette fonction avec celle de ministre de l'Agriculture jusqu'en mai 2017, puis avec le portefeuille du Logement et de l'Énergie jusqu'à la fin du gouvernement en juin 2019.

## Sources
1. ↑  (fi) « Kimmo Tiilikainen », sur www.eduskunta.fi (consulté le 11 novembre 2015)
2. ↑  (en) « Organic Farmer Takes over as Environment Minister », sur Yle Uutiset, 28 septembre 2007 (consulté le 11 novembre 2015)